# Рабфак (гурт)
Рабфак — російський рок-гурт, заснований в 2011 році. До складу гурту входять учасники з Єкатеринбурга й Москви. Лідер гурту — Олександр Семенов, колишній учасник легендарного уральського гурту «Квітневий марш», екс-продюсер Юти, продюсер тріп-хоп співачки Томи Амот.

## Історія
За свідченням учасників гурту: 
|  | Починали ми з того, що хотілося посміятися й поіронізувати на тему… Але що далі закопувалися в тему, то більше розуміли, що торкаємося несмішних тем. Наші твори починають жити своїм життям — нам не дано передбачити, як слово наше відгукнеться. |

Музичні композиції та кліпи гурту Рабфак набули особливої популярності в ході масових протестів у Росії у зв'язку з фальшуванням результатів парламентських виборів у грудні 2011 року та заяви Володимира Путіна й Дмитра Медведєва про те, що після президентських виборів 4 березня 2012 року вони обміняються посадами.
Так антипутінський мітинг 10 грудня 2011 року в Москві розпочався з виконання пісні Рабфака «Наш дурдом голосует за Путина».
Гурт Рабфак було запропоновано до участі в музичному конкурсі Євробачення

### Смерть Семенова
22 серпня 2017 року лідер групи Олександр Семенов був виявлений мертвим в орендованій ним квартирі. Напередодні Олександр Єлін повідомив у «Фейсбуці», про те, що три доби не міг вийти з ним на зв'язок,, а поліція відмовляється розкривати двері під час відсутності власника квартири.
Через три місяці після смерті Семенова з Youtube зник канал Rabfaq, власником якого він був. В даний час існує новий канал — Рабфак ТВ, який веде Олександр Єлін. Саме там знаходяться майже всі відеокліпи пісень у виконанні Олександра Семенова.

## Наш дурдом голосує за Путіна
Кліп пісні «Наш дурдом голосує за Путіна» за перший тиждень тільки на Youtube переглянули більше двохсот тисяч разів.
Пісню група «Робфак» написала для конкурсу на найкращу агітацію проти «Єдиної Росії», який був оголошений опозиційним блогером Олексієм Навальним.
Текст пісні написав поет Олександр Єлін, який 10 років тому вигадав для герлз-бенд «Ті, що співають разом» («Поющие вместе») хіт «Такого, як Путін».

## Відгуки
- Критик Артемій Троїцький[13]: |  | Вся ось ця фальш дістала абсолютно всіх. Є якісь звичайні підозрювані типу Юри Шевчука, які завжди на бойовому коні з піснями протесту, а є люди, які ніколи раніше в цьому не були помічені, але їх теж дістало. |

- Борис Нємцов[13]:

|  | Група Рабфак дуже так по-народному, харизматично розмазала «наше все» так, що шансів виглядати серйозно, імітуючи політичний процес, взагалі жодних. |

- Олександр Семенов[14]:

|  | На початку минулого десятиліття іронію "Такого як Путін" всі сприйняли за чисту монету, взяли стьоб за пряме поп-висловлювання. А вже в наш час той же сарказм "Наш дурдом" розуміють як ледве не революційний заклик. |